# Colonia Grabilias
Colonia Grabilias är en ort i Mexiko.   Den ligger i kommunen Emiliano Zapata och delstaten Veracruz, i den sydöstra delen av landet, 240 km öster om huvudstaden Mexico City. Colonia Grabilias ligger 1 249 meter över havet och antalet invånare är 277.
Terrängen runt Colonia Grabilias är huvudsakligen kuperad, men åt nordväst är den platt. Runt Colonia Grabilias är det tätbefolkat, med 331 invånare per kvadratkilometer. Närmaste större samhälle är Xalapa, 5,9 km nordväst om Colonia Grabilias. I omgivningarna runt Colonia Grabilias växer huvudsakligen savannskog.